# 芦名定道
芦名 定道（あしな さだみち、1956年7月24日 - ）は、日本のキリスト教学者。関西学院大学神学部教授。京都大学名誉教授。

## 経歴
- 山形県新庄市生まれ。
- 1980年京都大学理学部物理科学系卒業
- 1982年京都大学文学部哲学科キリスト教学専攻卒業
- 1988年同大学院博士後期課程単位取得退学、同10月大阪市立大学文学部講師（宗教学）
- 1992年助教授
- 1994年「P.ティリッヒの宗教思想研究」で京都大学から博士（文学）
- 1995年京大文学部助教授（キリスト教学）
- 2007年文学研究科准教授
- 2008年教授
- 博士後期課程在学中に大阪府立工業高等専門学校、大阪体育大学の非常勤講師として勤務していたことがある[1]。

## 人物
- 妻は芦名裕子。
- 安全保障関連法に反対する学者の会賛同者[2]。
- 自由と平和のための京大有志の会賛同者[3]。
- 2020年、日本学術会議の新会員の推薦を受けていたが、対象から除外された[4]。

## 著書
- 『宗教学のエッセンス 宗教・呪術・科学』（北樹出版 1993年）
- 『ティリッヒと現代宗教論』（北樹出版 1994年）
- 『ティリッヒと弁証神学の挑戦』（創文社 1995年）
- 『自然神学再考 近代世界とキリスト教』（晃洋書房 2007年）
- 『近代日本とキリスト教思想の可能性 二つの地平が交わるところにて』（三恵社 2016年）

### 共編著
- 『現代を生きるキリスト教 もうひとつの道から』（土井健司、辻学共著 教文館 2000年）
- 『キリスト教と現代 終末思想の歴史的展開』（小原克博共著 世界思想社 2001年）
- 『比較宗教学への招待 東アジアの視点から』（晃洋書房 2006年）
- 『多元的世界における寛容と公共性 東アジアの視点から』（晃洋書房 2007年）

### 翻訳
- トーマス・F.トランス『科学としての神学の基礎』（水垣渉共訳 教文館 1990年）
- パウル・ティリッヒ『平和の神学』（監訳）新教出版社 2003年）
- アリスター・マクグラス『「自然」を神学する』杉岡良彦、濱崎雅孝共訳 教文館 2011年）